# Popradská kotlina
Popradská kotlina (Poprádi-medencére, Poppertal) je podcelkem geomorfologického celku Podtatranská kotlina, tvoří její východní část. Má převážně málo členitý charakter. Nízké plošiny se střídají s mělkými dolinami. Pokrývají je náplavové kužely, které v ledových dobách vytvořily rychle tekoucí bystřiny z tatranských ledovců.
Ze severu ji ohraničují Tatry (resp. Tatranské podhorie, které je někdy označováno jako část Popradské kotliny) a Spišská Magura, z východu Levočské vrchy a z jihu Kozie chrbty a Hornádská kotlina. Na západě navazuje na Liptovskou kotlinu. Hranice mezi Popradskou a Hornádskou kotlinou vede východně od obce Jánovce, mezi nejvýchodnějším výběžkem Kozích chrbtů a jihozápadním výběžkem Levočských vrchů.
Kotlina je dále rozčleněna na tyto geomorfologické části: Vrbovská pahorkatina, Kežmarská pahorkatina a případně také Tatranské podhorie. Osu kotliny představuje řeka Poprad, která spojuje města Svit, Poprad, Kežmarok, Spišská Belá a Podolínec.
V kotlině se nacházejí zřídla minerálních pramenů (Starý Smokovec, Gánovce, Hozelec, Spišská Belá, Výborná, Toporec a Podhorany) a také termálních pramenů (Vrbov, Poprad, Gerlachov). Ke zřídlu termálního pramene v Gánovcích se váže travertinový kopec Hôrka, kde byl v minulosti při těžbě travertinu nalezen odlitek mozkovny neandertálce.